# 第9回ダブリン映画批評家協会賞
第9回ダブリン映画批評家協会賞は2014年の映画を対象としており、2014年12月17日に受賞者が発表された。

## 受賞一覧

### 作品賞
- 受賞 - 『6才のボクが、大人になるまで。』
  - 次点 - 『アンダー・ザ・スキン 種の捕食』

### 監督賞
- 受賞 - リチャード・リンクレイター - 『6才のボクが、大人になるまで。』
  - 次点 - ジョナサン・グレイザー - 『アンダー・ザ・スキン 種の捕食』

### 男優賞
- 受賞 - ジェイク・ジレンホール - 『ナイトクローラー』
  - 次点 - レイフ・ファインズ - 『グランド・ブダペスト・ホテル』

### 女優賞
- 受賞 - マリオン・コティヤール - 『サンドラの週末』
  - 次点 - スカーレット・ヨハンソン - 『アンダー・ザ・スキン 種の捕食』

### ブレイクスルー賞
- ジャック・オコンネル - 『不屈の男 アンブロークン』、『ベルファスト71』、『名もなき塀の中の王』

### アイルランド映画賞
- 『FRANK -フランク-』（レナード・エイブラハムソン監督）

### ドキュメンタリー映画賞
- 『ヴィヴィアン・マイヤーを探して』（ジョン・マルーフ、チャーリー・シスケル監督）